# Lista de vereadores de Silva Jardim
Esta é a lista de vereadores de Silva Jardim, município brasileiro do estado do Rio de Janeiro.
A Câmara Municipal de Silva Jardim é formada por nove representantes. A sala de sessões chama-se Plenário Vereador Ernesto de Almeida Carvalho.

## Legislatura de 2021–2024
Estes são os vereadores eleitos nas eleições de 15 de novembro de 2020, pelo período de 1° de janeiro de 2021 a 31 de dezembro de 2024:
| Mesa Diretora (2021-2022)              |                       |                        |                           |
| Nome                                   | Início do mandato     | Fim do mandato         | Cargo                     |
| Fernando Henrique da Silva Freire (PL) | 1º de janeiro de 2021 | 31 de dezembro de 2022 | Presidente da Câmara      |
| Fabrício Azevedo Lima Campos (PSD)     | 1º de janeiro de 2021 | 31 de dezembro de 2022 | Vice-presidente da Câmara |
| Andreia Menezes Xavier (PSD)           | 1º de janeiro de 2021 | 31 de dezembro de 2022 | 1ª Secretária             |
| Liés Abrantes Abibe (PL)               | 1º de janeiro de 2021 | 31 de dezembro de 2022 | 2º Secretário             |

|   | Nome                                                                                          | Partido                          | Votos | %    | Observações |
| - | --------------------------------------------------------------------------------------------- | -------------------------------- | ----- | ---- | ----------- |
| 1 | Luiz Evandro Macedo de Barros Junior, Juninho Peruca (Niterói, 29.05.1991–)                   | Podemos (PODE)                   | 650   | 4,54 | 1º mandato  |
| 2 | Fernando Henrique da Silva Freire, Henrique Gouveia (2021-2022) (Rio das Ostras, 28.10.1999–) | Partido Liberal (PL)             | 532   | 3,71 | 1º mandato  |
| 3 | Cláudio Campos de Moura, Claudinho de Ivo (Rio Bonito, 26.03.1975–)                           | Partido Liberal (PL)             | 459   | 3,20 | 1º mandato  |
| 4 | Marcelo Araújo de Souza, Marcelinho Pedreiro (São João de Meriti, 26.07.1975–)                | Partido Liberal (PL)             | 404   | 2,82 | 1º mandato  |
| 5 | Fabrício Azevedo Lima Campos, Fabrício de Napinho (Silva Jardim, 04.07.1988–)                 | Partido Social Democrático (PSD) | 391   | 2,73 | 1º mandato  |
| 6 | Liés Abrantes Abibe (Rio de Janeiro, 05.02.1973–)                                             | Partido Liberal (PL)             | 369   | 2,58 | 1º mandato  |
| 7 | Andreia Menezes Xavier (Silva Jardim, 08.04.1982–)                                            | Partido Social Democrático (PSD) | 352   | 2,46 | 1º mandato  |
| 8 | Ozeas da Silva Fernandes, Ozeas Barbeiro (Silva Jardim, 02.04.1981–)                          | Podemos (PODE)                   | 289   | 2,02 | 1º mandato  |
| 9 | Carlos Eduardo Dias Teixeira, Nem do Boqueirão (Rio Bonito, 25.05.1977–)                      | Podemos (PODE)                   | 282   | 1,97 | 1º mandato  |

## Legislatura de 2017–2020
Estes são os vereadores eleitos nas eleições de 2 de outubro de 2016, pelo período de 1° de janeiro de 2017 a 31 de dezembro de 2020:
|   | Nome                                                                                      | Partido                                            | Votos | %    | Observações |
| - | ----------------------------------------------------------------------------------------- | -------------------------------------------------- | ----- | ---- | ----------- |
| 1 | Roni Luiz Pereira da Silva, da Alexandre (01 a 10.2017) (Rio de Janeiro, 07.05.1978–)     | Solidariedade (SD)                                 | 802   | 5,79 | 1º mandato  |
| 2 | Marcilene Mendonça Xavier (Silva Jardim, 13.06.1961–)                                     | Partido Progressista (PP)                          | 734   | 5,30 | 1º mandato  |
| 3 | Jazimiel Batista Pimentel, Miel da Biovert (10.2017-10.2019) (Rio Bonito, 16.03.1964–)    | Solidariedade (SD)                                 | 631   | 4,56 | 1º mandato  |
| 4 | Norcivan Correia Valviesse, Fifico Valviesse (Silva Jardim, 05.09.1965–)                  | Solidariedade (SD)                                 | 597   | 4,31 | 1º mandato  |
| 5 | Webster dos Santos Barcellos, Binho da Agricultura (10.2019-2020) (Itaboraí, 12.06.1976–) | Partido Trabalhista Nacional (PTN)                 | 565   | 4,08 | 1º mandato  |
| 6 | Gracil de Araujo Quintanilha, Zil do Caxito (Silva Jardim, 23.12.1967–)                   | Partido do Movimento Democrático Brasileiro (PMDB) | 527   | 3,81 | 1º mandato  |
| 7 | Adão Firmino de Souza (Bom Jesus do Itabapoana, 22.07.1961–)                              | Partido do Movimento Democrático Brasileiro (PMDB) | 488   | 3,52 | 1º mandato  |
| 8 | Ana Kelly da Silva Xavier (Silva Jardim, 02.10.1979–)                                     | Partido da República (PR)                          | 434   | 3,13 | 1º mandato  |
| 9 | Jaime Figueredo Lima (Araruama, 17.12.1974–)                                              | Partido da República (PR)                          | 383   | 2,77 | 1º mandato  |

## Legenda
| Cor  | Significado          |
| Bege | Presidente da Câmara |
| Azul | Suplente             |